# Litago
Litago ist ein nordspanischer Ort und eine Gemeinde (municipio) mit 192 Einwohnern (Stand: 2024) im Nordwesten der Provinz Saragossa im Westen der Autonomen Region Aragonien. Der Ort gehört zur bevölkerungsarmen Serranía Celtibérica.

## Lage und Klima
Litago liegt zu Füßen der maximal ca. 2315 m hohen Sierra de Moncayo etwa 90 km (Fahrtstrecke) westnordwestlich der Provinzhauptstadt Saragossa in einer Höhe von ca. 780 m. Das Klima ist gemäßigt bis warm; Regen (ca. 635 mm/Jahr) fällt mit Ausnahme der Sommermonate übers Jahr verteilt.

## Bevölkerungsentwicklung
| Jahr      | 1970 | 1981 | 1991 | 2001 | 2011 | 2021 |
| Einwohner | 243  | 224  | 189  | 185  | 185  | 190  |

Die Mechanisierung der Landwirtschaft, die Aufgabe bäuerlicher Kleinbetriebe und der damit verbundene Verlust von Arbeitsplätzen führten in der zweiten Hälfte des 20. Jahrhunderts zu einem deutlichen Bevölkerungsschwund (Landflucht).

## Sehenswürdigkeiten
- Himmelfahrtskirche (Iglesia de la Asunción de Nuestra Señora)
- Turm La Mano del Moro
- Turm Castilluelo
- Burgruine Litago aus dem 12. Jahrhundert